# Carquefou
Carquefou è un comune francese di 18 200 abitanti situato nel dipartimento della Loira Atlantica nella regione dei Paesi della Loira.

## Storia

### Simboli
Lo stemma, creato nel 1882, è stato registrato ufficialmente il 15 ottobre 1978.
La quercia verde fa riferimento all'ipotesi popolare, ma priva di fondamento, secondo la quale il toponimo Carquefou deriverebbe dal latino Quercufolio, Quarquefolio ("quercia verde"). Il campo di armellino nel capo è simbolo della Bretagna e ricorda l'appartenenza della città allo storico Ducato di Bretagna.

## Società

### Evoluzione demografica
Abitanti censiti